# محمد الشامي (لاعب كرة قدم مواليد 1996)
محمد جمال الشامي لاعب كرة قدم مصري في مركز الهجوم ، من ناشئي نادي إنبي ، ويلعب حاليًا لنادي الإسماعيلي.

وشارك لأول مرة في المباريات الرسمية مع الفريق الأول في 7 فبراير 2016 أمام نادي مصر للمقاصة ، ثم أمام النادي الأهلي في نصف نهائي كأس مصر 2016 في 8 أبريل 2016 ، وأحرز هدفين في كلتا المباراتين.

وقد انضم إلى نادي المصري في 27 يناير 2017 لمدة 6 أشهر معارًا من نادي إنبي، واستطاع تسجيل أسرع هدف في تاريخ كأس مصر في الثانية 19 خلال مباراته الأولى مع الفريق أمام فريق الإنتاج الحربي في دور الـ 16 من البطولة بتاريخ 5 فبراير 2017.

## روابط خارجية
- محمد الشامي (لاعب كرة قدم ، مواليد 1996) على موقع الاتحاد الأوربي (الإنجليزية)
- محمد الشامي (لاعب كرة قدم ، مواليد 1996) على موقع قاعدة بيانات كرة القدم.إي يو (الإنجليزية)